# Скруп, Адриан
Адриан Скруп  (англ. Adrian Scrope; 1601 — 17 октября 1660, Вестминстер) — английский дворянин, политический и военный деятель; участник суда, вынесшего смертную казнь королю Карлу I.
После реставрации Стюартов на английском престоле был арестован, предан суду и казнён как государственный изменник.

## Происхождение и образование
Происходил из Болтонской ветви дворянского рода Скрупов; был единственным сыном сэра Роберта Скрупа и его жены Маргарет Корнуолл. Получил образование в Харт-Холл Колледже, помимо этого получил образование в области права в Мидд-Темпле.

## Семья
В 1624 году женился на Мэри Уоллер, сестре поэта и политика Эдмунда Уоллера; у них было восемь или более детей, 5 из которых дожили до совершеннолетия.

## Военная карьера
В начале первой гражданской войны в октябре 1642 года примкнул к парламенту, где стал капитаном в кавалерийском отряде Роберта Деверё, графа Эссекса и участвовал в битве при Эджхилле, итог который остался не определённым. Затем он сражался в кавалерийском полку сэра Роберта Пая, пока в 1645 году не присоединился к Армии нового образца, где получил звание майора в полку полковника Ричарда Грэйвса, в составе которого участвовал в августе-сентябре 1645 года участвовал в битве при Лэнипорте и осаде Бристоля, которые завершились победами парламентской армии.
В марте 1647 года в составе полка Грейвса сопровождал взятого в плен короля Карла I, которого переправили в Нортгемптоншир. Из-за противоречий между парламентом и армией, Грейвс покинул армию и уехал в Лондон, в результате чего Скруп стал полковником. В июне 1648 года был отправлен на помощь Томасу Ферфаксу, в ходе совместных действий с которым, было подавлено восстание роялистов в Кенте и Эссексе. При подавлении восстания в Кембриджшире был захвачен в плен, одни из лидеров роялистов Генри Рич, 1-й граф Холланд, который был казнён в марте 1649 года.
После возвращения в Лондон, в декабре 1648 года он поддержал Прайдову чистку, в ходе которой из парламента были изгнаны депутаты, которые били сторонниками монархии. В январе 1649 года на суде над королём Карлом I был в числе судей и среди подписавших парламентариев смертный приговор королю. В мае 1649 года в нескольких полках произошли мятежи, которые были подавлены Кромвелем и Ферфаксом; трое зачинщиков было расстреляно, а полки расформированы, в том числе и полк Скрупа.

## Политическая карьера
Неспособность подавить солдатские мятежи, отразилось на военной карьере Скрупа. В том же году он был назначен губернатором Бристольского замка, должность которого занимал до июня 1655 года, пока замок не был снесён по плану сокращения гарнизонов. В августе того же года он вошёл в Совет Шотландии, новый государственный орган, сформированный Кромвелем, после включения страны в Английское Содружество.

## Арест, суд и казнь
После реставрации монархии в мае 1660 года престол занял сын казнённого короля Карл II, который потребовал наказания для виновников смерти отца, Скруп был в списке лиц, кого ожидало помилование, но в августе того же года был предан суду. На суде Скруп признал «ошибку осуждения короля», но показания свидетеля, члена «умеренного» парламента Ричарда Брауна, который заявил, что Скруп оправдывал казнь короля, изменили приговор и Скруп был приговорён его к смертной казни, как государственный изменник.
17 октября 1660 года вместе с тремя другими «цареубийцами» Скруп был казнён через повешение, потрошение и четвертование. В отличие от других казнённых, его тело было возвращено семье, а не выставлено на всеобщее обозрение.